# Taygetis asterie
Espèce
Taygetis asterie est une espèce de papillons de la famille des Nymphalidae, de la sous-famille des Satyrinae et du genre Taygetis.

## Dénomination
Taygetis asterie a été décrit par Gustav Weymer en 1910.

## Écologie et distribution
Taygetis asterie est présent en Colombie.

### Protection
Pas de statut de protection particulier